# Hokuto no Ken: Seiki Matsukyu Seishi Densetsu
Hokuto no Ken: Seiki Matsukyu Seishi Densetsu est un jeu vidéo de type beat them all développé par Natsume et édité par Bandai, sorti en 2000 sur PlayStation.

## Accueil
- Joypad : 8/10[1]